# Tour d'Algérie 1975
Le Tour d'Algérie 1975 s'est déroulé du 26 mars au 6 avril, sur un parcours de 1 805 kilomètres d'Blida à Alger. La course fut remportée par le coureur suédois Sven-Åke Nilsson.

## Parcours
La course se dispute sur un circuit découpé en cinq étapes allant d'Blida vers El Asnam pour une distance totale de 1805 kilomètres. Le peloton passera par El Asnam, Relizane, Oran, Tlemcen, Sidi Bel Abbes, Saïda, Tiaret, Ksar Boukhari, Bou Saada, Biskra, Aïn Touta, Batna, Constantine, Djidjelli et enfin Yakouren jusqu'à l'arrivée à Alger.
| Étape     | Date    | Villes étapes                 |                             | Distance (km) | Vainqueur d’étape                    | Leader du classement général |
| --------- | ------- | ----------------------------- | --------------------------- | ------------- | ------------------------------------ | ---------------------------- |
| 1re étape | 26 mars | Blida - El Asnam              |                             | 177           | Alexandre Yudine                     | Alexandre Yudine             |
| 2e étape  | 27 mars | El Asnam - Relizane           |                             | 86            | Alexandre Yudine                     | Alexandre Yudine             |
| 3e étape  | 28 mars | Relizane - Oran               |                             | 160           | Alexandre Yudine                     | Alexandre Yudine             |
| 4e étape  | 29 mars | Oran - Tlemcen                |                             | 138           | Aavo Pikkuus                         |                              |
| 5ea étape | 30 mars | Tlemcen - Sidi Bel Abbes      |                             | 90            | Alexandre Yudine                     |                              |
| 5eb étape | 30 mars | Sidi Bel Abbes - Saïda        |                             | 90            | Aavo Pikkuus                         |                              |
| 6e étape  | 31 mars | Saïda - Tiaret                |                             | 170           | Alexandre Yudine                     |                              |
| 7e étape  | 1 avril | Ksar Boukhari - Bou Saada     |                             | 161           | Alexandre Yudine                     |                              |
| 8e étape  | 2 avril | Bou Saada - Biskra            |                             | 161           | Alexandre Yudine                     |                              |
| 9ea étape | 3 avril | Aïn Touta - Batna par équipes | Contre-la-montre individuel | 35            | Équipe cycliste d'Allemagne de l'Est |                              |
| 9eb étape | 3 avril | Batna - Constantine           |                             | 100           | Aavo Pikkuus                         |                              |
| 10e étape | 4 avril | Constantine - Djidjelli       |                             | 141           | Wojciek Matusiak                     |                              |
| 11e étape | 5 avril | Djidjelli - Yakouren          |                             | 150           | Norbert Dürpisch                     |                              |
| 12e étape | 6 avril | Yakouren - Alger              |                             | 146           | Alexandre Yudine                     | Sven-Åke Nilsson             |

## Résultats

### Classements finals
| Classement général final | Classement général final | Classement général final | Classement général final  | Classement général final |
|                          | Coureur                  | Pays                     | Équipe                    | Temps                    |
| ------------------------ | ------------------------ | ------------------------ | ------------------------- | ------------------------ |
| 1er                      | Sven-Åke Nilsson         | Suède                    | Équipe nationale suédoise | en                       |
| 2e                       | Aavo Pikkuus             | Union soviétique         | Équipe cycliste de l'URSS | +                        |
| 3e                       | Alexandre Yudine         | Union soviétique         | Équipe cycliste de l'URSS | +                        |
| modifier                 |                          |                          |                           |                          |